# Erik Hammarsten
Erik Martin Hammarsten (i riksdagen kallad Hammarsten i Älvsbyn), född 19 januari 1927 i Piteå landsförsamling i Norrbottens län, död 24 februari 1985 i Luleå domkyrkoförsamling i Norrbottens län, var en svensk socialdemokratisk politiker och ämbetsman.

## Biografi
Hammarsten var bageriarbetare i Älvsbyn och Sundbyberg 1943–1951, studerade vid Medlefors folkhögskola 1950–1951, var ombudsman för Sveriges socialdemokratiska ungdomsförbund och Norrbottens partidistrikt av Sveriges socialdemokratiska arbetareparti 1951–1956 samt heltidsanställd ordförande i kommunfullmäktige i Älvsbyns köping 1956–1962. Han var socialdemokratisk ledamot för Norrbottens läns valkrets av Andra kammaren i riksdagen en kort period 1960 samt 1963–1970. Åren 1971–1982 var han landstingsråd i Norrbottens läns landsting. Hammarsten var landshövding i Norrbottens län från 1982 till sin död 1985.
Erik Hammarsten var son till sågverksarbetaren Martin Hammarsten och Anna Pettersson. Han gifte sig 1949 med May Jansson (1927–2005). Makarna Hammarsten är begravda på Älvsby skogskyrkogård i Älvsbyns kommun.